# Per Olsen
Pour les articles homonymes, voir Olsen.
Per Olsen, né le 13 juin 1932 à Alta et mort le 9 novembre 2013 dans la même localité, est un fondeur et coureur norvégien du combiné nordique.

## Biographie
Représentant le club se sa ville natale Alta, il devient champion de Norvège chez les juniors en ski de fond et combiné en 1952.
Sélectionné pour deux éditions des Championnats du monde, il prend part aussi aux Jeux olympiques d'hiver de 1956, à Cortina d'Ampezzo, obtenant notamment la quatrième place au relais.
Sur le Festival de ski de Holmenkollen, il arrive troisième en combiné nordique en 1955, avant de concentrer sur le ski de fond.
Il est le beau-père d'Anette Tønsberg, une patineuse de vitesse.

## Palmarès

### Jeux olympiques
| Épreuve / Édition | Cortina d'Ampezzo 1956 |
| 30 km             | 19e                    |
| Relais            | 4e                     |

### Championnats du monde
| Épreuve / Édition | Falun 1954 | Lahti 1958 |
| 15 km             | 42e        |            |
| 30 km             |            | 15e        |
| 50 km             |            | Abandon    |